# 熊式一

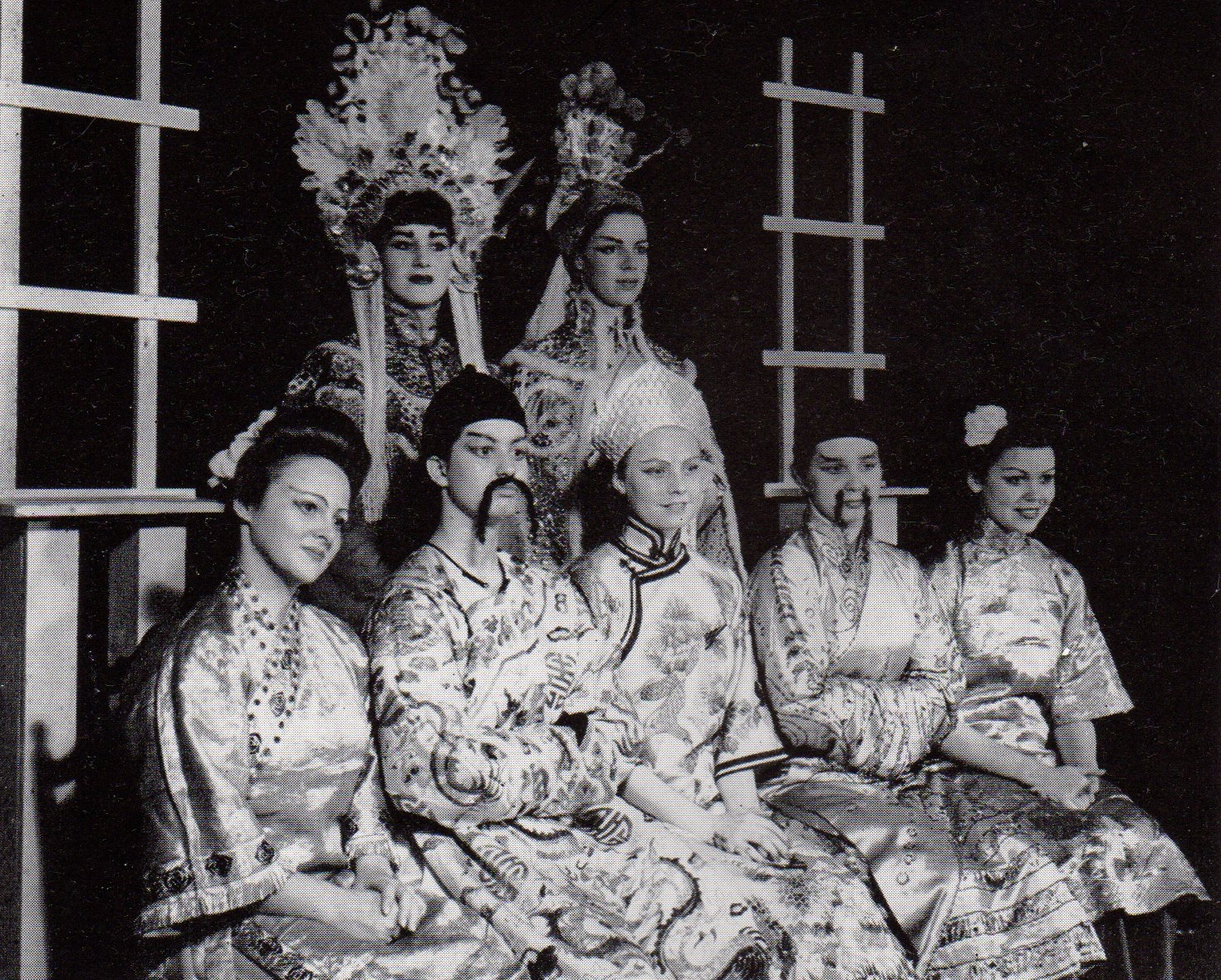
1942年在美国夏默学院表演王宝钏

熊式一（1902年10月14日—1991年9月15日），原名適逸，號適齋居士，江西南昌人，近代著名双语作家暨戏剧家，代表作有《天桥》、《王宝钏》等。與林語堂、蔣彝是二十世紀中三位以中英雙語創作的作家。表侄是中国翻译家许渊冲。

## 生平
清光緒二十八年（1902）九月十三日出生於江西南昌。
毕业于北京高等师范英文科，年轻时主要从事小说创作和西方戏剧翻译，后因无留学背景不能在大学担任教授职务，负气远赴英伦深造，在英国陆续发表有话剧《王宝钏》《大学教授》、英译本《西厢记》及小说《天桥》等作品。
1954年隨林語堂到新加坡南洋大學任教，受聘文學院院長，1955年4月離職。1962年赴香港創辦私立清華書院，並任第一任校長，1981年退休後，在臺灣、香港、英國等地居住，1988年回臺灣定居陽明山上。
1991年8月，89歲的熊式一回到北京。9月15日，因白血病在京去世。

## 著品

### 小說
- 《天橋》 ，高原出版社，1961年。

### 劇作
- 《The Story of Lady Precious Stream》(王寶川) ，英國麥勳書局出版，1934年、臺北中央圖書供應社，1972年12月
- 《財神橋》，立達書局，1932年5月
- 《樑上佳人》，世界文物出版社，1960年
- 《萍水留情》，世界文物出版社，1962年
- 《女生外嚮》，世界文物出版社，1962年
- 《事過境遷》，1968年
- 《大學教授》，中國文化大學出版部，1989年
- 《王寶釧》，臺北：世界文物出版社，1990年
- 《王寶釧》(中英對照本)， 北京：商務印書館2006年

## 傳記
- 鄭達，《熊式一──消失的「中國莎士比亞」》，2022年，香港中文大學出版社，香港。ISBN 978-988-237-268-9